# Geoff Dyson
Geoff Dyson (16 tháng 3 năm 1923 - tháng 4 năm 1989) là một cầu thủ bóng đá người Anh thi đấu ở vị trí inside left.

## Sự nghiệp
Sinh ra ở Linthwaite, Dyson thi đấu cho Huddersfield Town, Bradford City và Accrington Stanley.
Đối với Bradford City ông có 1 lần ra sân ở Football League.
Đối với Accrington Stanley ông có 20 lần ra sân ở Football League, ghi 1 bàn thắng.